# Lizzy Borden
Lizzy Borden ist eine US-amerikanische Rockband des Heavy-Metal / „Horror Metal“ aus Los Angeles, die besonders in den 1980er Jahren erfolgreich war. Die Band fiel zu Beginn ihrer Karriere durch eine bluttriefende Bühnenshow auf. War das Bühnenauftreten zu Beginn am Glam Metal orientiert, so treten Lizzy Borden heute in an Zombies erinnernden Kostümen auf.

## Bandname
Lizzy Borden entlehnte ihren Bandnamen von Lizzie Borden, einer US-Amerikanerin, die verdächtigt wurde, am 4. August 1892 ihre Eltern brutal mit einer Axt ermordet zu haben. Der Fall und die darauf folgende Verhandlung sorgten für enormes nationales Aufsehen. Lizzie Borden wurde am 20. Juni 1893 freigesprochen.

## Geschichte

### Anfänge
Lizzy Borden wurden im April 1983 von Sänger Lizzy, seinem Bruder, dem Schlagzeuger Joey Scott Harges, Bassist Mike Kenny und dem Gitarristen Tony Matuzak in Los Angeles gegründet. Ihr Song Rod Of Iron erschien auf dem vierten Teil der Metal-Blade-Soundtrack-Reihe Metal Massacre, woraufhin ihnen der Labelchef Brian Slagel einen Plattenvertrag anbot.

### Erfolge und Auflösung
Ein Jahr nach der Bandgründung erschien die erste EP Give 'Em The Axe, die neben der spektakulären Show für einiges Aufsehen sorgte und mit Long Live Rock’n’Roll auch ein Cover des gleichnamigen Rainbow-Songs enthält. Mittlerweile gehörten der neue Bassist Mike Davis und Gene Allen als zweiter Gitarrist zur Besetzung, und Lizzy Borden spielte etliche Konzerte an der amerikanischen Westküste. Im Sommer 1985 erschien schließlich das erste komplette Album Love You To Pieces, nach dessen Veröffentlichung Gitarrist Tony Matuzak durch Alex Nelson ersetzt wurde. Am Freitag, dem 13. Dezember 1985, nahm die Band im Country Club in Reseda, Kalifornien ein Livealbum und das dazugehörige Video auf. The Murderess Metal Road Show erschien 1986, das Video ist seit 2002 auch auf DVD erhältlich. Diese enthält auch das McCartney-Cover Live and Let Die.
Das darauf folgende Studioalbum Menace To Society erschien im selben Jahr und erreichte Platz 195 in den amerikanischen Albumcharts. Der Albumtitel (auf Deutsch Gefahr für die Gesellschaft) war die Antwort der Band auf die kontroversen Diskussionen, die aufgrund der reißerischen Bühnenshow geführt wurden. Einhergehend mit der Veröffentlichung des Albums legte die Band allerdings ihr blutiges Image ab. Die Band begleitete Motörhead als Support auf deren USA-Tournee. 1987 erschien die EP Terror Rising, die neben dem Jefferson-Airplane-Cover White Rabbit u. a. auch einen Livemitschnitt sowie die Give ’Em The Axe EP enthielt.
Die ersten Auftritte in Europa folgten 1987 im Marquee Club in London sowie beim Reading Festival. Eine Europatournee im Vorprogramm von Saxon wurde im letzten Moment abgesagt. Alex Nelson verließ im selben Jahr die Band und wurde durch den späteren David-Lee-Roth- und Ozzy-Osbourne-Gitarristen Joe Holmes ersetzt. Mit Visual Lies veröffentlichte die Band 1987 ihr kommerziellstes Album. Das Album erreichte Platz 146 der nationalen Albumcharts. Anfang 1988 zeigte Lizzy Borden als Band Auflösungserscheinungen, sie wurde zum Soloprojekt des Sängers. Einzig dessen Bruder, Schlagzeuger Joey Scott Harges, und Bassist Mike Davis verblieben in der Besetzung.
An dem 1989er Album Master Of Disguise wirkten zahlreiche (Gast-)Musiker mit, unter anderem waren die Gitarristen Brian Perry, David Michael Phillips (ex-King Kobra) und Ronnie Jude sowie Armored-Saint-Bassist Joey Vera und ein vierzig Mann starkes Orchester auf der Platte zu hören. In Deutschland trat die Band zum ersten Mal Ende 1989 beim Christmas Metal Meeting zusammen mit Manowar, Saxon, Fates Warning und Sabbat auf. Eine Clubtour im Jahr 1990 mit Tigertailz als Support war die zweite und vorerst letzte Tournee in Europa. Obwohl Master Of Disguise mit Platz 133 die höchste Chartplatzierung erreichte, erhielt die Band keinen neuen Plattenvertrag. Bis 1992 spielte die Band weiterhin Konzerte in den USA mit dem neuen Bassisten Marten Andersson und löste sich anschließend auf. Sänger Lizzy gründete zusammen mit seinem Bruder Joey die Punk-Metal-Band Diamond Dogs, die Band tourte allerdings nicht und nahm auch keine Alben auf.

### Reunion

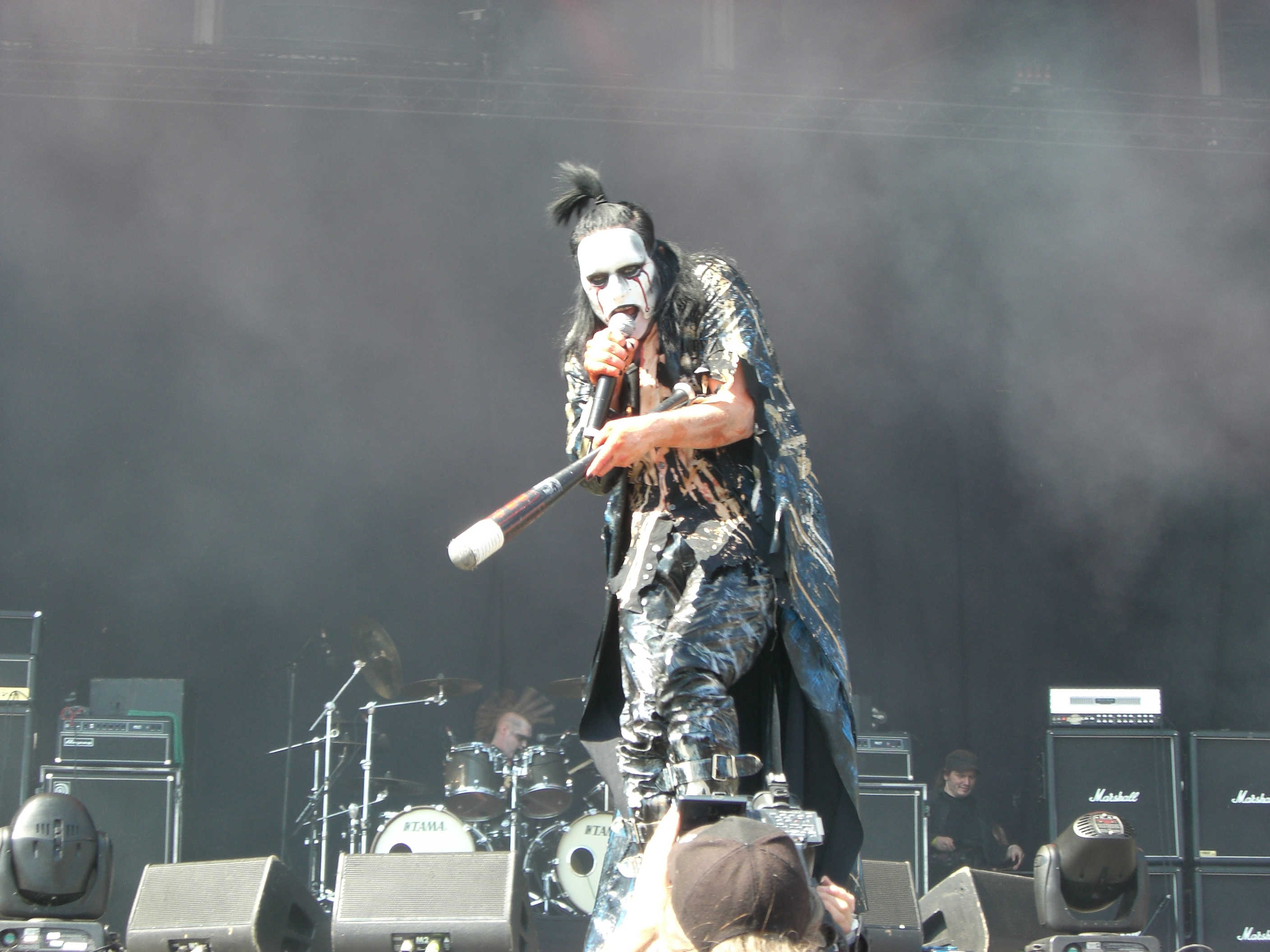
Lizzy Borden auf dem Bang Your Head 2008

1997 kamen erste Gerüchte über eine Reunion der Band auf. 1999 spielten Lizzy Borden beim Bang Your Head Festival in Balingen neben Bands wie W.A.S.P., Motörhead, Dio und Deep Purple vor 18.000 Zuschauern und mit der alten, blutigen Show. Zur Band gehörten neben Lizzy und Joey Bassist Marten Andersson und Gitarrist Alex Nelson. Lizzy wurde auf dem Heimweg nach Amerika am Flughafen festgehalten und geriet in Erklärungsnot, als die Beamten wissen wollten, warum er eine blutige Axt in seinem Gepäck mitführt.
Das Comeback-Album Deal With The Devil erschien im Jahr 2000. Die Platte handelt von Religion, Sex, Tod und den sieben Todsünden. Im selben Jahr trat Lizzy Borden beim Wacken Open Air auf. 2001 tourte die Band im Vorprogramm von Yngwie Malmsteen durch die USA.
Am 17. Mai 2004 kam Gitarrist Alex Nelson bei einem Frontalzusammenstoß seines Wagens mit einem anderen Auto ums Leben. Die verbliebenen Mitglieder gründeten mit dem Gitarristen Joey Steals, der schon mit ihnen bei den Diamond Dogs gespielt hatte, die Hard Rock Band Starwood, mit der sie im selben Jahr bei Metal Blade das Album If It Ain’t Broke, Break It! veröffentlichten.
Im März 2006 gab die Band bekannt, dass sie zwei neuen Gitarristen sucht und ein neues Album einspielen will. Bereits im April wurde mit ex-Heathen/Vicious Rumors/Metal-Church-Gitarrist Ira Black der Einstieg des ersten Gitarristen bekannt gegeben.
Am 2. November 2007 erschien das neue Album „Appointment With Death“ auf Metal Blade Records, welches von dem Magazin Metal Hammer mit der Höchstnote ausgezeichnet wurde. Auf der CD präsentiert sich die Band nach wie vor als Quartett.
Ende Juni 2008 spielten Lizzy Borden erneut auf dem Bang Your Head Festival. Ihre Horror-Schock-Show, bei der die eine Gogotänzerin der Band von Sänger Lizzy gebissen wurde und blutüberströmt zu Boden glitt, kam so gut an, dass sie noch ein zweites Mal als Ersatz für Hardcore Superstar, deren Flug gestrichen worden war, auf die Bühne durften.
Im Dezember 2008 tourten Lizzy Borden inklusive Tänzerin und der Vorgruppe Matyr aus den Niederlanden quer durch Europa und traten in den deutschen Städten Essen, Uelsen, Frankfurt und Lübeck auf. Nach der Tour verließ der Lead-Gitarrist Ira Black die Band, Tourgitarrist Chris Sanders wurde neues festes Bandmitglied.
2009 veröffentlichte Lizzy Borden ein Musikvideo zu Under Your Skin, welches am 28. März 2009 auf dem MTV Headbangers Ball gezeigt wurde.
Im April 2009 war die Band zusammen mit Armored Saint Hauptact des 12. Keep-It-True-Festival in Lauda-Königshofen. Neuer zweiter Gitarrist neben Sanders war Dario Lorina. Erstmals seit der Reunion trat Lizzy Borden wieder mit zwei Leadgitarristen auf. Es folgten weitere Auftritte im Juni 2009 auf dem Kobetasonik Festival in Bilbao, Spanien als Opening Act für Mötley Crüe, sowie dem Rocklahoma Festival in Tulsa, Oklahoma (USA) im Juli 2009. 
2014 wechselte Gitarrist Dario Lorina zu Black Label Society.
2018 erschien das siebte Studioalbum My Midnight Things, erneut bei Metal Blade Records. Auf dem Album hat der Sänger die meisten Instrumente selbst eingespielt, von der alten Bandbesetzung ist einzig sein Bruder Joey Scott am Schlagzeug übriggeblieben.

## Stil
Der Bandname bestimmte besonders in der Anfangszeit das Programm. Die Shock Rock Band bietet live eine blutige Show in Alice-Cooper-, Kiss- oder W.A.S.P.-Manier, in der eine Axt eine wichtige Rolle spielt. Auch in ihren Songtiteln spielt die Band öfters auf das spektakuläre Verbrechen an, unter anderem bei ihrer Debüt-EP Give 'Em The Axe. Im Gegensatz zu oben genannten Bands spielt Lizzy Borden allerdings schnellen Heavy Metal mit zweistimmigen Gitarrenläufen, der nicht selten an Iron Maiden erinnert. Prägend für den Stil und zugleich ein Erkennungsmerkmal der Band ist darüber hinaus auch die hohe und klare Stimme von Sänger Lizzy.

## Diskografie

### Studioalben
- 1985: Love You to Pieces
- 1986: Menace to Society
- 1987: Visual Lies
- 1989: Master of Disguise
- 2000: Deal with the Devil
- 2007: Master of Disguise (Remasterte Version mit drei Bonussongs (Live)+Bonus-DVD)
- 2007: Appointment With Death
- 2018: My Midnight Things

### Livealben und Kompilationen
- 1986: The Murderess Metal Road Show (Live)
- 1994: Best of Lizzy Borden (Compilation)

### Singles und EPs
- 1984: Give ’Em the Axe (EP)
- 1987: Terror Rising (EP)
- 1987: Me Against the World
- 1987: Voyeur (I’m Watching You)

### Videoalben
- 1987/2002: The Murderess Metal Road Show (VHS/DVD)